# L'Hora
L'Hora fou un setmanari en català aparegut a Barcelona del 10 de desembre de 1930 a l'octubre del 1931. Inicialment actuà com a òrgan oficiós del Bloc Obrer i Camperol. Pretenia ser una revista política, cultural i d'orientació ideològica comunista, i inserí sovint reportatges informatius sobre la situació i la política a l'URSS. El seu primer director fou Daniel Domingo i Montserrat, i en foren principals redactors Àngel Estivill, Jordi Arquer i Saltor, Joaquim Maurín, Andreu Nin, Jaume Miravitlles i Navarra, i altres.
Va tenir una segona època (d'abril a octubre del 1934) i una tercera (gener-maig del 1937) com a portaveu del Partit Obrer d'Unificació Marxista (POUM), amb col·laboracions regulars de Baptista Xuriguera, Pere Bonet i Cuito, Josep Oltra i Picó i altres.